# Vlkonice (Vacov)
Vlkonice jsou vesnice, část obce Vacov v okrese Prachatice v Jihočeském kraji. Nachází se asi půl kilometru jižně od Vacova. Je zde evidováno 136 adres. V roce 2011 zde trvale žilo 525 obyvatel. Vlkonice jednou stranou přiléhají k náměstí ve Vacově.
Vlkonice leží v katastrálním území Vlkonice u Vacova o rozloze 1,7 km². V katastrálním území se nachází i vesnice Peckov.

## Historie
První písemná zmínka o vesnici pochází z roku 1274.

## Obyvatelstvo
| Rok            | 1869 | 1880 | 1890 | 1900 | 1910 | 1921 | 1930 | 1950 | 1961 | 1970 | 1980 | 1991 | 2001 | 2011 | 2021 |
| -------------- | ---- | ---- | ---- | ---- | ---- | ---- | ---- | ---- | ---- | ---- | ---- | ---- | ---- | ---- | ---- |
| Počet obyvatel | 507  | 499  | 391  | 415  | 367  | 362  | 329  | 286  | 302  | 357  | 455  | 505  | 522  | 525  | 500  |
| Počet domů     | 57   | 61   | 52   | 53   | 53   | 54   | 62   | 70   | 70   | 77   | 84   | 106  | 124  | 133  | 133  |

## Obecní správa
Při sčítání lidu v letech 1850–1953 Vlkonice byly samostatnou obcí v okrese Strakonice. Od roku 1954 jsou částí obce Vacov, se kterým patřily nejprve do okresu Vimperk, ale od roku 1960 v okrese Prachatice. V letech 1850–1920 k obci patřily Lhota nad Rohanovem a Rohanov a v letech 1900–1920 také Milíkov.

## Pamětihodnosti
- Kaple svatého Václava

## Fotogalerie

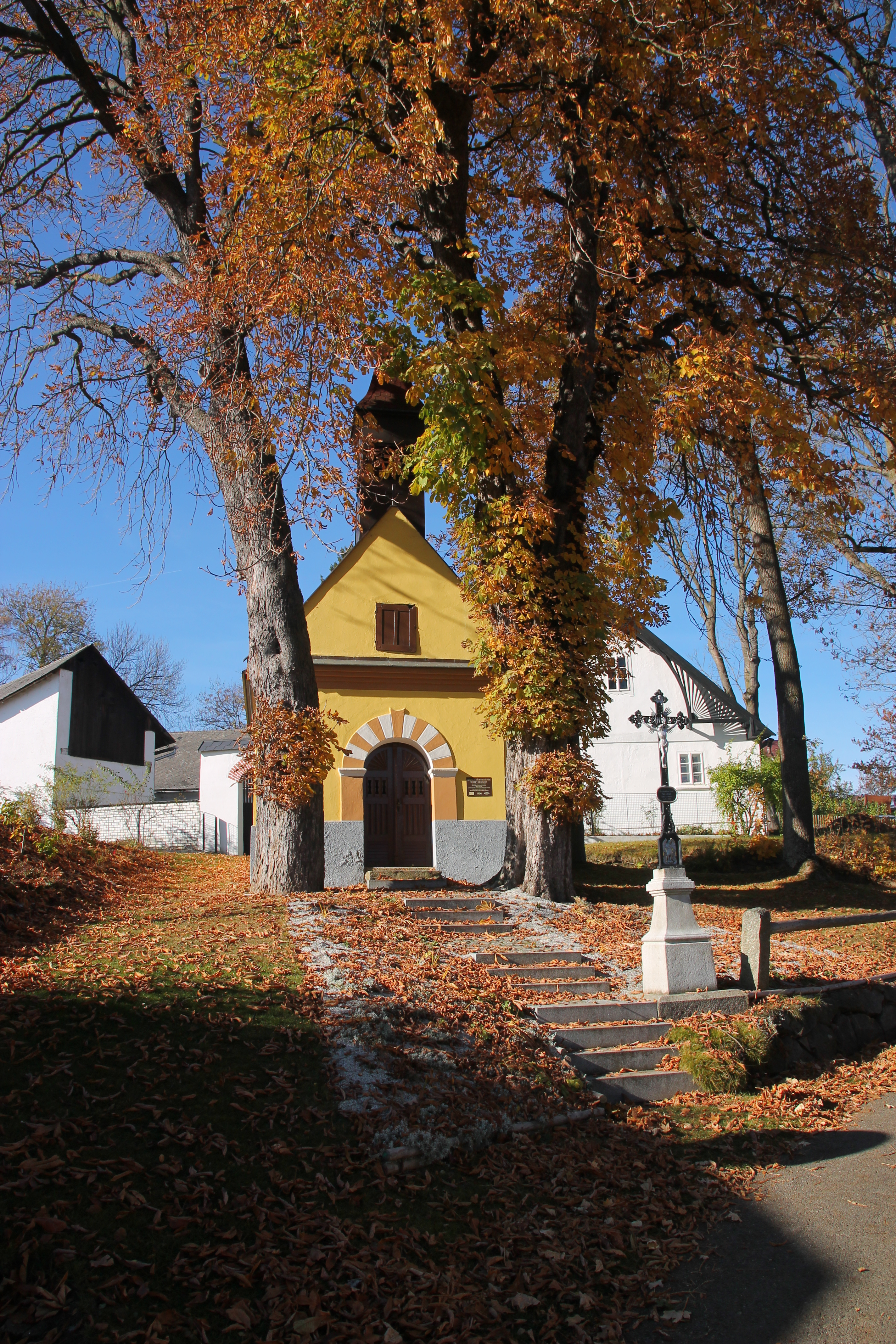
Kaple svatého Václava
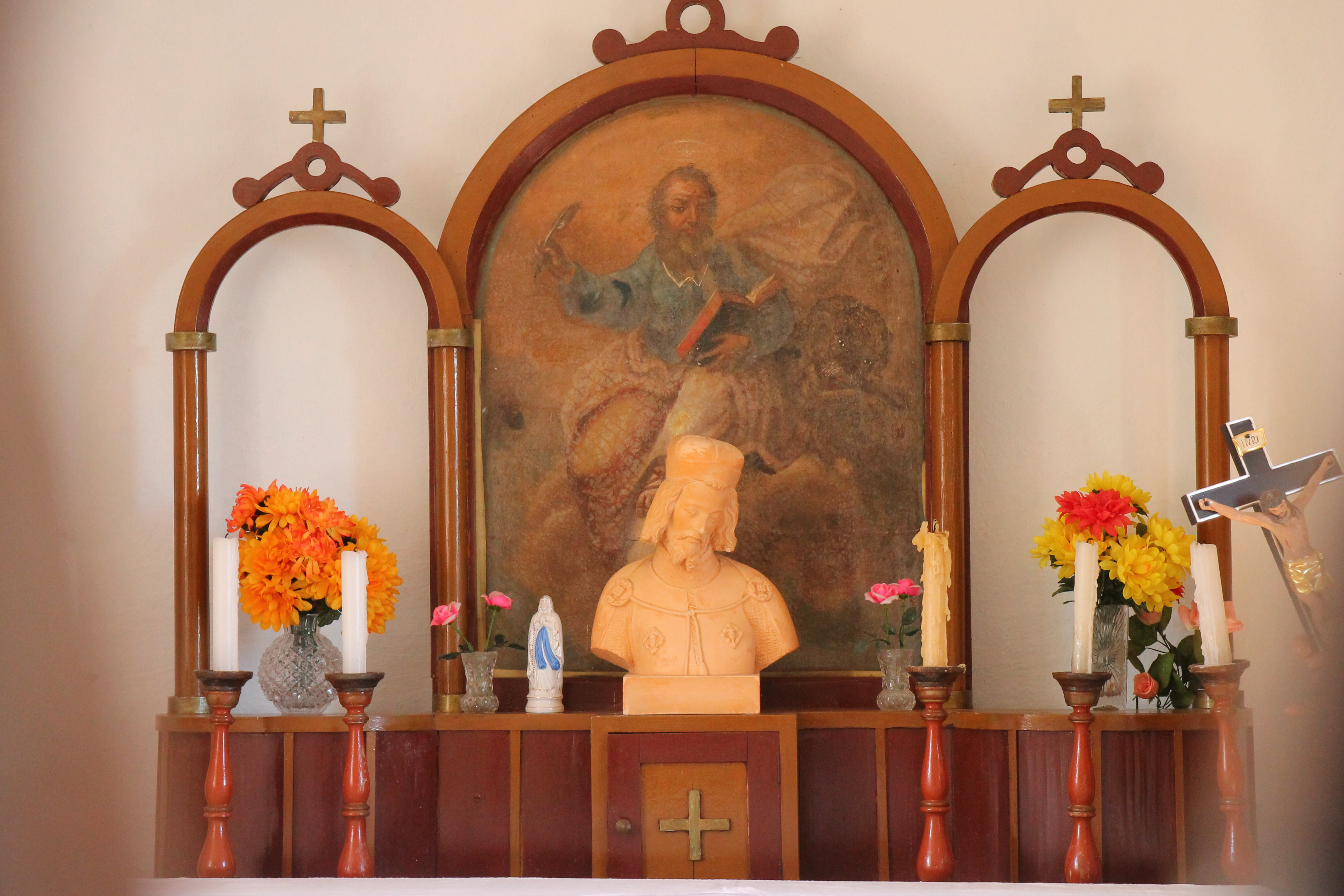
Interiér kaple
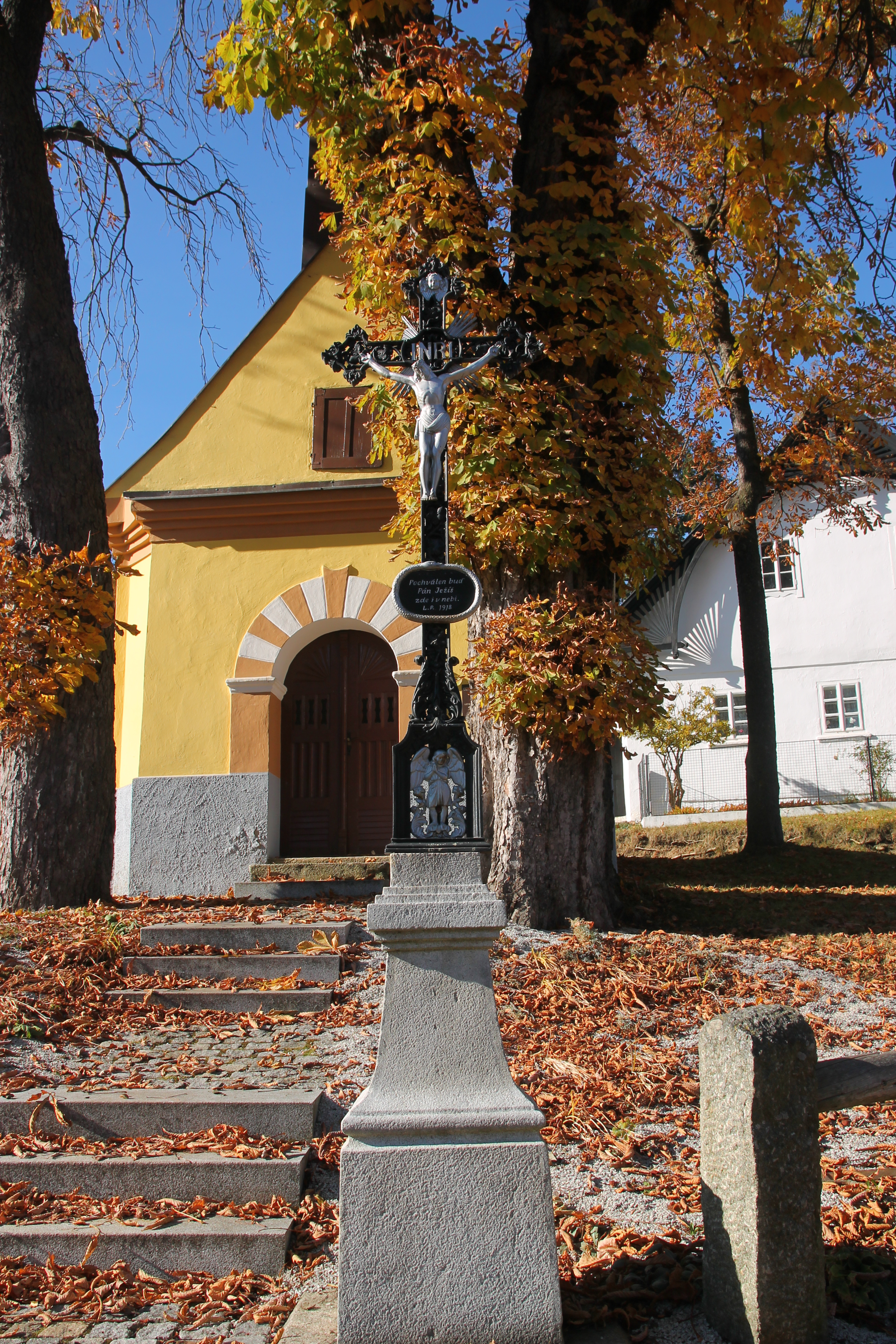
Kříž u kaple
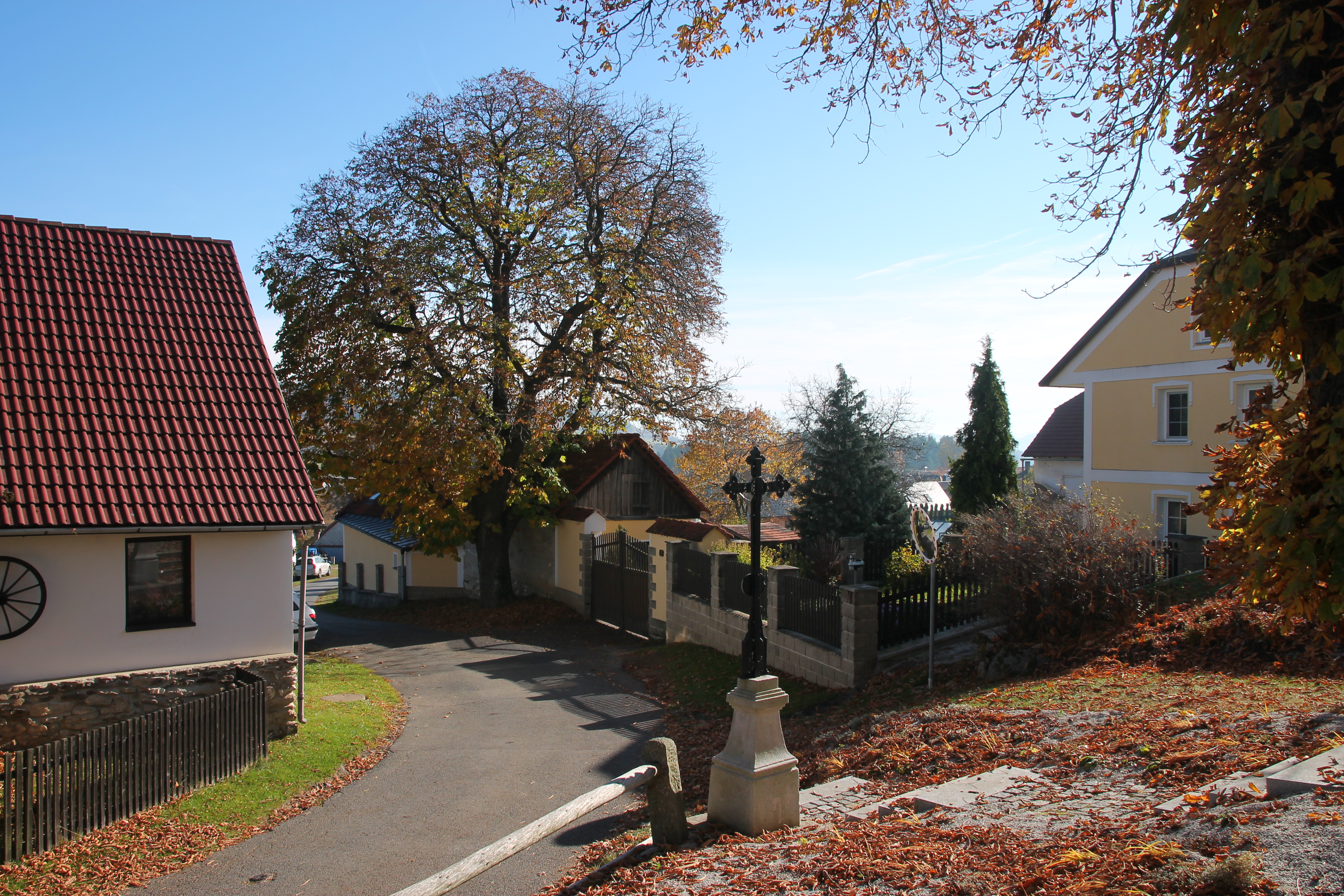
Náves
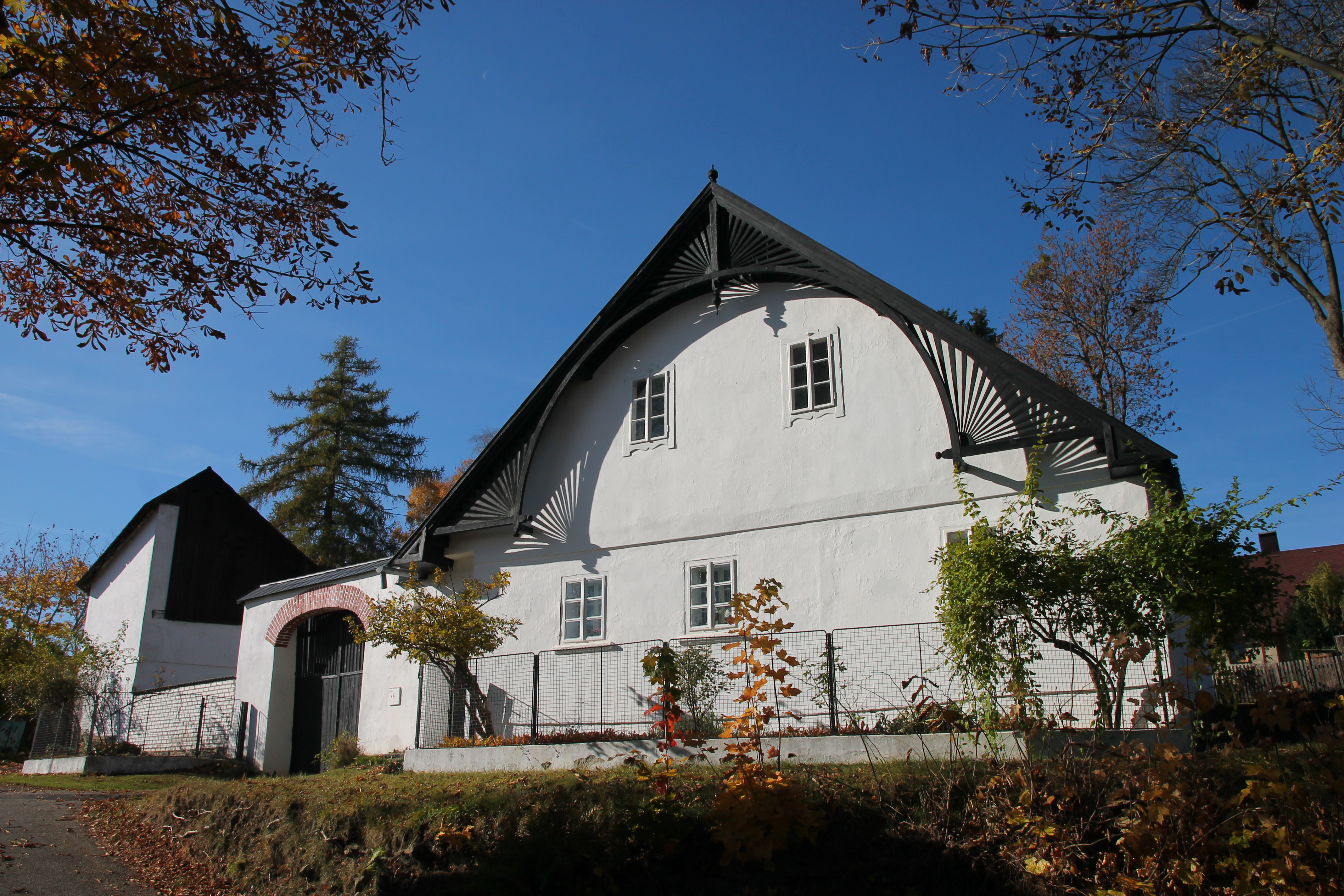
Chalupa ve vesnici
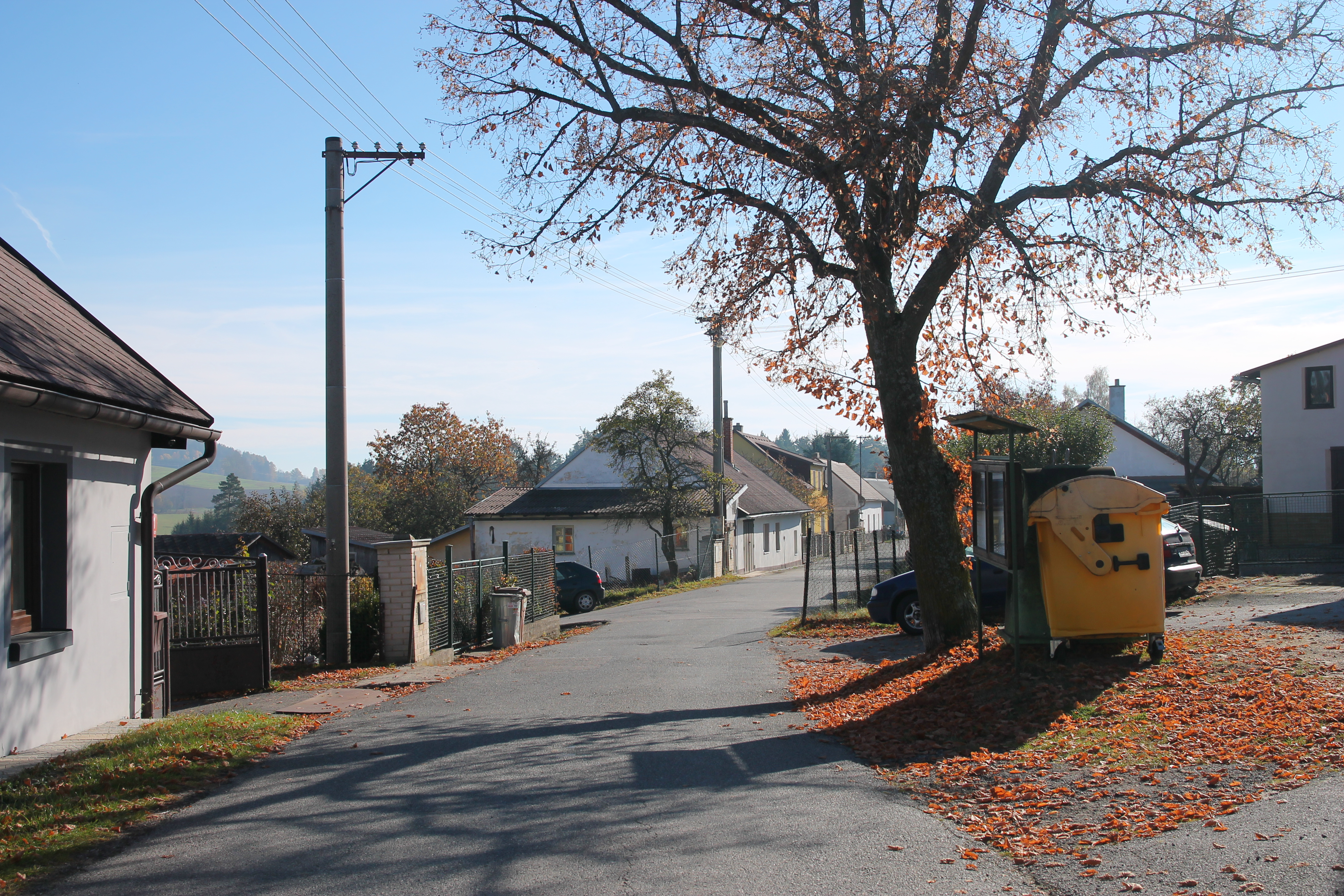
Náves
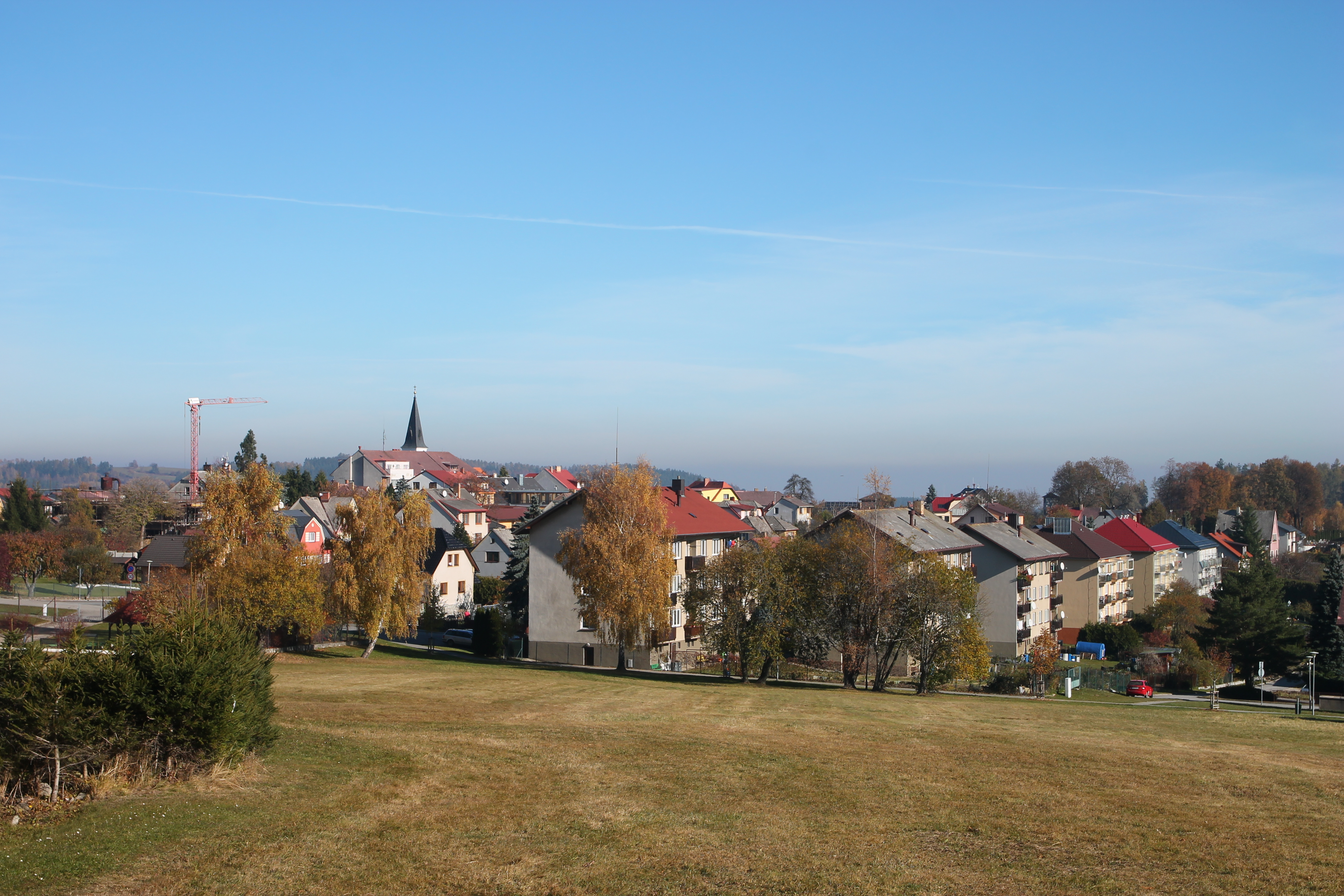
Bytovky ve Vlkonicích
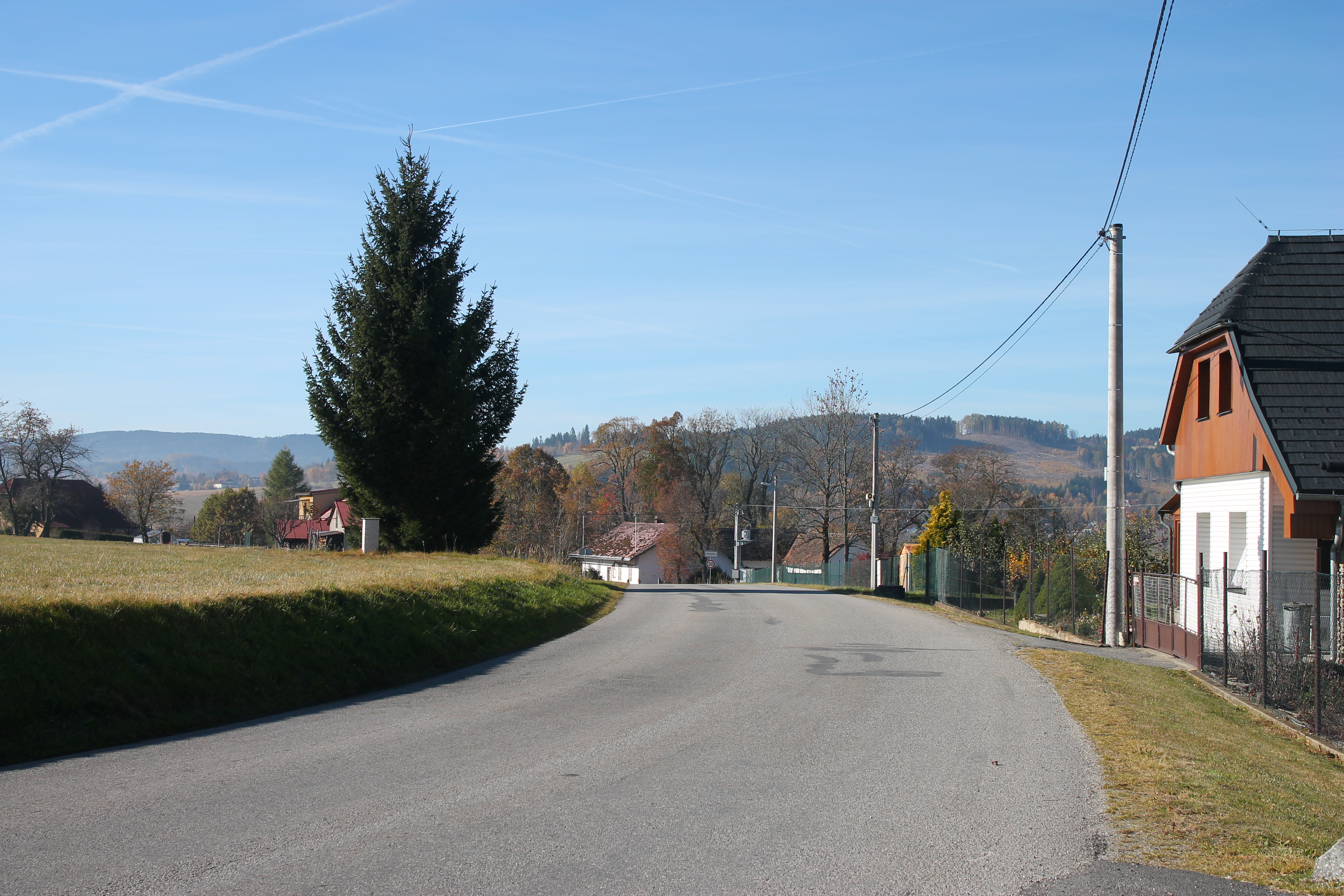
Peckov